# Major League Baseball 2K10
Major League Baseball 2K10, eller MLB 2K10, är ett MLB licensierat baseball simuleringsdatorspel publicerat av 2K Sports. MLB 2K10 var tillgänglig för PC, Xbox 360, PlayStation 3, PlayStation 2, PlayStation Portable, Wii och Nintendo DS. Spelet släpptes den 2 mars 2010.